# Hanan Shield
Der Hanan Shield ist eine prestigeträchtige Trophäe im neuseeländischen Rugby Union. Er wurde zum ersten Mal im Jahr 1946 abgehalten. Der Hanan Shield basiert auf einem Herausforderungssystem, wie beim Ranfurly Shield und wird zwischen den Provinzen North Otago, South Canterbury und Mid Canterbury ausgetragen. Die Provinz, die den Titel innehat, muss den Shield in Herausforderungsspielen verteidigen und falls ein Herausforderer sie besiegt, wird dieser der neue Verteidiger des Shield.
Der Hanan Shield Inhaber im Jahr 2009 war Mid Canterbury, das North Otago am 6. Oktober 2007 mit 25-22 besiegte. Damit gewann die Mannschaft in einem heftig geführten Aufeinandertreffen, vor einer Rekord-Zuschauerzahl in der Oamaru's Centennial Arena, das erste Mal seit 1998 den Shield. Das Spiel wurde allgemein als eines der denkwürdigsten Aufeinandertreffen zweier Mannschaften in der Geschichte des neuseeländischen Rugby angesehen.

## Hanan Shield Tabelle (1946–2007)
| Provinz          | Spiele | Siege | Niederlagen |
| ---------------- | ------ | ----- | ----------- |
| South Canterbury | 129    | 87    | 42          |
| Mid Canterbury   | 110    | 48    | 62          |
| North Otago      | 85     | 27    | 58          |

- Ein Unentschieden wird als Sieg für den Shield Inhaber gewertet